# Yang Chunlin
Yang Chunlin (Chinois: 杨春林; Pinyin: Yáng Chūnlín) est un dissident politique chinois, militant pour la défense des droits de l'homme en Chine. Yang a publié de nombreux articles sur les droits de l'homme et les droits liés à la propriété terrienne.

## Biographie
En 2007, Yang Chunlin aide à organiser une pétition sur Internet intitulée « Nous voulons les droits de l'Homme, pas des Jeux olympiques » (We want human rights, not the Olympics). Cette pétition aurait collecté plus de 10 000 signatures, provenant essentiellement de paysans du Heilongjiang, dans le nord-est de la Chine, dont les terres ont été confisquées
.
Yang a été arrêté en juillet 2007 et accusé d'avoir « porté atteinte à l'image de la Chine dans le monde » et d'être responsable d'un « acte de subversion vis-à-vis du pouvoir du pays ».
Son procès débute en février 2008 dans la ville de Jiamusi,.
Il a été condamné le 24 mars à cinq années d'emprisonnement suivies de deux années de privation de ses droits civiques.
Ce jugement a été prononcé au cours d'une audition éclair (20 minutes), durant laquelle les policiers ont fait usage en public de l'aiguillon électrique.
Le condamné a refusé de signer le jugement. Sa sœur, Yang Chungping, témoigne à ce sujet : « Quand on lui a demandé son opinion sur le verdict, il [Yang Chunlin] a déclaré que le système judiciaire Chinois n'avait rien de "juste" (au sens "en accord avec la Loi"). Par conséquent, quelle opinion pourrait-il avoir sur sa sentence ? Étant donné que son comportement était en parfaite harmonie avec les droits à la liberté d'expression tels qu'ils sont fixés par les lois officielles Chinoises, sa condamnation n'était pas légalement acceptable. Donc, il a refusé de signer le jugement. Il a aussi annoncé qu'il ne ferait pas appel de ce jugement, une décision qu'il avait déjà prise et annoncée auparavant. »
Pour avoir participé à cette campagne, plusieurs personnes sont reconnues coupables de complicité et jugées au fur et à mesure. L'un d'entre eux, Wang Guilin, a été condamné, le 28 janvier 2008, à 18 mois de laogai.